# Order Świętego Grzegorza Wielkiego
Order Świętego Grzegorza Wielkiego, dawniej: Order Rycerski Świętego Grzegorza Wielkiego (łac. Ordo Equestris Sancti Gregorii Magni, wł. Ordine Equestre di San Gregorio Magno) – odznaczenie papieskie ustanowione w 1831 roku przez papieża Grzegorza XVI.
Order Świętego Grzegorza Wielkiego to jeden z pięciu rycerskich orderów papieskich. Jest nadawany osobom świeckim (nawet innowiercom, jak np. żydowski rabin Leon Klenicki), za szczególne zasługi dla Kościoła katolickiego.
Kawalerowi orderu przysługuje prawo do noszenia specjalnego stroju, wstęgi, kapelusza i szpady. Nazwa orderu związana jest z papieżem Grzegorzem I (590-604), uznanym za jednego z Doktorów Kościoła. Zasady przyznawania orderu zreformował w 1905 papież Pius X.
Dewizą orderową jest Pro Deo et Principe (łac. „Za Boga i Księcia”).
Istnieją dwie wersje orderu różniące się mocowaną do wstęgi zawieszką, na której wieszana jest odznaka orderowa:
- w wersji cywilnej – wieniec laurowy;
- w wersji wojskowej – panoplia (zbroja z hełmem i tarczą, działo i proporce)[6][7].

Podzielony jest na cztery klasy:
- Krzyż Wielki
- Komandor z Gwiazdą
- Komandor
- Kawaler

| Sposób noszenia Orderu Świętego Grzegorza Wielkiego | Sposób noszenia Orderu Świętego Grzegorza Wielkiego | Sposób noszenia Orderu Świętego Grzegorza Wielkiego | Sposób noszenia Orderu Świętego Grzegorza Wielkiego |
| --------------------------------------------------- | --------------------------------------------------- | --------------------------------------------------- | --------------------------------------------------- |
|                                                     |                                                     |                                                     |                                                     |
| Baretki orderu                                      |                                                     |                                                     |                                                     |
| Kawaler                                             | Komandor                                            | Komandor z Gwiazdą                                  | Krzyż Wielki                                        |

## Odznaczeni
Wśród osób odznaczonych orderem znajdują się przedstawiciele różnych narodowości i wyznań, między innymi: